# Avelei Tzion
Les Avelei Tzion (hébreu : אבלי ציון « Endeuillés de Sion ») ou Adat Shoshanim (hébreu : עדת שושנים « Assemblée des Roses ») est un courant messianique karaïte principalement basé à Jérusalem, qui se distingue par ses nombreux rites et coutumes de deuil en souvenir de la destruction des Temples. Comptant parmi ses membres les sages les plus influents du karaïsme, il est actif depuis la constitution d’une communauté karaïte dans cette ville, vers 850, jusqu’à sa destruction lors du siège de Jérusalem au cours de la première croisade.